# Société de pneumologie de langue française
La Société de pneumologie de langue française est la société représentative de l'exercice de la pneumologie en France. Elle voit le jour en 1905 sous le nom de Société d'études scientifiques sur la tuberculose, qui devient, en 1949, la Société française de la tuberculose, puis Société française de la tuberculose et des maladies respiratoires, en 1970, prenant son nom actuel en 1983.